# Jewgienij Jelisiejew
Jewgienij Iwanowicz Jelisiejew, ros. Евгений Иванович Елисеев (ur. 25 grudnia 1908?/7 stycznia 1909 w Moskwie, zm. 21 sierpnia 1999 w Petersburgu) – rosyjski piłkarz, grający na pozycji pomocnika, trener piłkarski.

## Kariera piłkarska

### Kariera klubowa
Wychowanek Sportowego Klubu Zamoskworieczje Moskwa oraz fabryki Krasnaja Roza Moskwa. W 1926 rozpoczął karierę piłkarską w klubie Triochgorka Moskwa. W 1931 zasilił skład zespołu Bałtwod Leningrad. Przed rozpoczęciem sezonu 1936 został zaproszony do Dinama Moskwa. Po zakończeniu II wojny światowej w 1945 został piłkarzem Dynama Mińsk, w którym zakończył karierę piłkarza.

### Kariera reprezentacyjna
Grał w reprezentacji Moskwy. W latach 1931–1933 występował w narodowej reprezentacji ZSRR, w której rozegrał 3 nieoficjalne mecze z Turcją. Strzelił 1 gola.

## Kariera trenerska
Po zakończeniu kariery piłkarskiej rozpoczął pracę szkoleniowca. Od 1945 do 3 września 1947 prowadził Dynama Mińsk. Potem wyjechał do Łotwy, gdzie pracował w klubach Dinamo Ryga i Daugava Ryga. W lutym-kwietniu 1952 pomagał trenować reprezentację ZSRR. Od 1959 do 1959 stał na czele Lokomotiwu Moskwa, a w 1960 – REZ Ryga. W 1961 dołączył do sztabu szkoleniowego Zenitu Leningrad, w którym pracował do czerwca 1964. Na początku 1965 został mianowany na stanowisko głównego trenera Awanhardu Charków, którym kierował do lipca 1966. W 1967 pomagał trenować zespoły Zenit Leningrad i Daugava-REZ Ryga. W 1968 prowadził Paxtakor Taszkent, a 1969 Politotdieł Jangibazar. Od 1970 do 1985 szkolił dzieci w Szkołach Sportowych, pracował w Towarzystwie Sportowym Zenit Leningrad oraz pisał prace z teorii i praktyki piłki nożnej.
21 sierpnia 1999 zmarł w Sankt-Petersburgu w wieku 90 lat.

## Sukcesy i odznaczenia

### Sukcesy piłkarskie
Triochgorka Moskwa
- mistrz Moskwy: 1929, 1930 (w)

Dinamo Moskwa
- mistrz ZSRR: 1936 (w), 1937, 1940
- zdobywca Pucharu ZSRR: 1937

### Sukcesy trenerskie
Lokomotiw Moskwa
- wicemistrz ZSRR: 1959

Awanhard Charków
- brązowy medalista Pierwoj ligi ZSRR: 1965 (II grupa Klasy A)

### Sukcesy indywidualne
- wybrany do listy 33 oraz 55 najlepszych piłkarzy ZSRR według magazynu FiS: Nr 1 (1938), Nr 2 (1930), Nr 3 (1933)

### Odznaczenia
- tytuł Zasłużonego Mistrza Sportu ZSRR: 1946
- tytuł Zasłużonego Trenera ZSRR: 1989